# Rosenkavaljeren

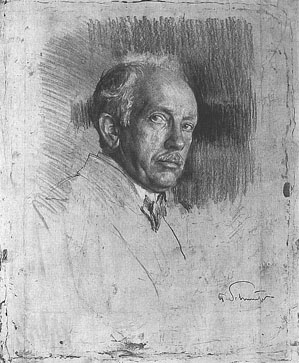
Richard Strauss

Rosenkavaljeren (tyska: Der Rosenkavalier), opus 59, är en tysk opera (komedi för musik) i tre akter med musik av Richard Strauss och libretto av Hugo von Hofmannsthal. Operan är en av Strauss populäraste och i den finns avsiktliga temperaments- och miljömässiga likheter med Wolfgang Amadeus Mozarts opera Figaros bröllop. Det var den första Straussoperan i neoklassisk form efter hans tonalt raffinerade operaextravaganser Salome (1904–05) och Elektra (1906–08).
Rosenkavaljeren uppfördes första gången i Dresden 26 januari 1911 med Ernst von Schuch som dirigent. Det blev en omedelbar succé och man organiserade extratåg  till föreställningen från Berlin.
Den svenska premiären ägde rum på Stockholmsoperan den 20 april 1920, 60 föreställningar genomfördes, den sista 9 november 1952. Nästa produktion hade premiär den 27 februari 1959, 60 föreställningar, den sista den 22 november 1968. Den 15 maj 1971, 107 föreställningar, den sista 28 maj 2008. Den senaste produktionen på Stockholmsoperan hade premiär den 26 september 2015. Rosenkavaljeren sattes upp på Göteborgsoperan med premiär den 23 november 2002.

## Bakgrund

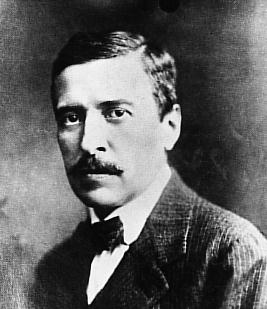
Hugo von Hofmannsthal.

Efter premiären på sin moderna opera Elektra lär Strauss ha sagt "Nästa gång skriver jag en Mozart-opera". Hans librettist Hugo von Hofmannsthal antydde i ett brev den 11 februari 1909 att han skissade på ett scenario på en opera innehållande två stora roller, en för baryton och den andra för en charmerande flicka utklädd till man. /.../ Tid: Wien under [kejsarinnan] Maria Teresia av Österrike. Det skulle bli det första libretto von Hofmannsthal skrev direkt för Strauss och därmed inledningen på deras mångåriga samarbete. Skissen som von Hofmannsthal hade skrivit hade han arbetat fram tillsammans med Harry Kessler som var tysk diplomat och journalist. Handlingen skulle vara om en oborstad adelsman (arbetstiteln på verket var Der Vetter vom Land, "Kusinen från landet") som uppvaktade en rik, ung dam, men fick se sig brädad av en ung aristokratisk yngling med stor talang för kvinnliga förklädnader. Landsortskusinen hade de lånat från Molières komedi Monsieur de Pourceaugnac och ynglingen från Jean-Baptiste Louvet de Couvrays roman Les Amours du Chevalier de Faublas från 1781, vilken blev till operetten L'ingénu libertin av Claude Terrasse 1907. Under arbetets gång tog de in scener, händelser, personer, beteendemönster från många andra verk och fick fram en autentisk bild från 1740-talets Wien vad gällde dialekter, uttal och hovinteriörer. Allteftersom Strauss fick sig textmaterial sänt per post läste han igenom det och sände det sedan tillbaka med önskan om flera rader eller ytterligare drama i texten. Redan på detta tidiga stadium hade Strauss klart för sig hur operan skulle kryddas med små vardagliga effekter:
... i första akten kan P. [Pourceaugnac, som snart döptes om till Ochs] ge notarien instruktioner medan till höger Markisinnan får sitt hår lagt och en flöjtist spelar en smäktande melodi. /.../ Hofmannsthal har kommit på en orsak till varför Faublas skickas till Sophie. Han ska fungera, enligt gammal Wiensk sedvänja, som ersättare för brudgummen och överräcka en silverros. Detta ska inleda andra akten, en underbar och delikat kontrast till den bryske Pourceaugnac.
Namnet Faublas ändrades inom kort till Octavian. von Hofmannsthal var av den uppfattningen att momentet med kärlek vid första ögonkastet var av största vikt och lika rörande. När det gällde andra aktens scen med Överräckandet av Silverrosen och den spirande kärleken mellan Octavian och Sophie la han dock ingen större vikt vid deras möte. Han koncentrerade handlingen till polariteten mellan baron Ochs och Fältmarskalkinnan, antagonist och protagonist. Ochs brud (Sophie) och Fältmarskalkinnans älskare (Octavian) bildar det andra motsatsparet. Strauss insåg dock betydelsen av det unga parets kärlek och komponerade musiken utifrån detta.

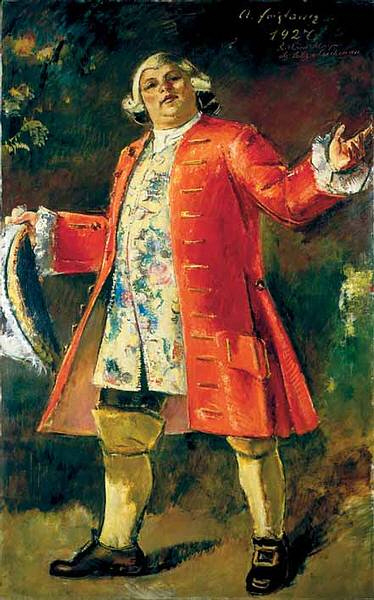
Richard Mayr som Baron Ochs. Målning av Anton Faistauer 1927.

Den ursprungliga titeln Kusinen från landet byttes snart ut mot Der Ochs von Lerchenau und die silberne Rose för att därefter ersättas av Octavians smeknamn Quinquin men von Hofmannsthal tyckte namnet klingade som en dålig fransk operett och föreslog till slut Der Rosenkavalier. Trots det var alla överens om att det var Ochs som var operans huvudperson och den som står för handlingen.
Varken von Hofmannsthal eller Strauss arbetade under vintermånaderna så mellan september 1909 och mars 1910 låg arbetet nere. I maj 1910 hade Strauss börjat komponera akt 3 men avbröt arbetet då hans mor dog. Efter några veckors uppehåll fortsatte han komponerandet och hela operan var färdig 26 september 1910. von Hofmannsthal hade börjat tvivla på att intresset hos publiken skulle kvarstå efter Ochs sorti från scenen. Han föreslog strykningar men Strauss påminde honom:
Det är i slutet som en musiker, om han har några idéer, kan åstadkomma sitt bästa och yppersta resultat – så du kan lugnt lämna detta till mig.
Slutet med Trion och Duetten skulle också bli två av operans mest slagkraftiga nummer. 26 juni 1909 skrev Strauss till von Hofmannsthal att han redan hade melodin färdig till duetten. Endast orden fattades och han bad von Hofmannsthal att skriva 12–16 versrader och angav vilken rytm och betoning orden skulle ha. Dramat slutar med att Octavian och Sophie, efter att ha sjungit duetten, kysser varandra och lämnar scenen. Strauss och von Hofmannsthal ville emellertid inte ha en sentimental eftersmak. Eftersom verket hade börjat komiskt borde det även sluta så. von Hofmannsthal lade till en bedårande liten detalj med dubbla budskap. Under sista omfamningen tappar Sophie sin näsduk vilken blir liggande kvar på det mörka scengolvet. Precis när musiken är på väg att tona ut hörs den lilla pagens temamusik och den lille gossen trippar in med ett ljus i handen. Han letar runt och finner till sist näsduken. Triumferande håller han upp den och rusar ut medan musiken samlar sig till de sista briljanta och lyckliga slutackorden, vilka därmed bildar precis den lätta atmosfär som Strauss och von Hofmannsthal önskade att operan skulle sluta i. Fältmarskalkinnan har accepterat Sophie genom att sända in sin egen page att leta reda på hennes näsduk. På samma gång är det till henne som publikens tankar går medan ridån går ner. Liksom Hans Sachs i Mästersångarna i Nürnberg är det hon som avslutar operan, och som är den mest verklighetstrogna och minnesvärda karaktären.

### Rollgestalternas verkliga förebilder
Till Rosenkavaljeren hämtade von Hofmannsthal flera namn direkt från den wienska adelskalendern. Den unge greve Rofrano (Octavians officiella namn) räknar sina anor från den gamla adelsfamilj, som en gång ägde Palais Auersperg i Wien, ursprungligen kallad just Palais Rosenkavalier. Hans smeknamn, "Quin-Quin", är lånat från en viss greve Franz Esterházy, som avled 1785 som medlem av frimurarlogen "Zur gekrönten Hoffnung". Det var till hans begravning som Mozart komponerade sin "Maurische Trauermusik" (K. 477 [K. 479a]). En viss greve Rofrano hade en syster, som i andra äktenskapet var gift med en fältmarskalk (markis Ludwig von Brechainville) och skulle därmed kunna ses som en förebild till fältmarskalkinnan, som utan tvivel även har lånat vissa karakteristiska drag från den österrikiska kejsarinnan (namnlikheten mellan kejsarinnan Maria Teresia av Österrike och fältmarskalkinnan Marie Therese är nog ingen tillfällighet). Baron Leopold Anton Ochs auf Lerchenau stammar från Kärtnerfamiljen Orsini-Rosenberg, vars överhuvud på Mozarts tid var General-Spektakel-Direktor i Wien och som även bar titeln av en viss friherre av Lerchenau. Men namnet kan också gå tillbaka på bankiren Peter Ochs, som hade flyttat till Wien från Schweiz. Han levde för övrigt inte på Maria Teresias tid, utan var en samtida till von Hofmannsthal, som författaren möjligen också kan ha känt personligen. Om det var han som var förebild till baron Ochs, då verkar von Hofmannsthal inte ha haft den bästa uppfattning om honom.
von Hofmannsthal berikade också miljön med en mängd detaljer. Han uppfann olika "dialekter", som aldrig har funnits i verkligheten men som han använde för att karakterisera rollfigurerna. Hans främsta uppfinning är dock självaste rosenkavaljeren – som framstår som historisk mycket trovärdig i rokokomiljön – som skall överlämna silverrosen till den tilltänkta bruden.
1942 skrev Strauss följande om hur han hade tänkt sig rollkaraktärerna fältmarskalkinnan och baron Ochs:
Två viktiga tips till utövarna: Precis som Klytaimnestra [i operan Elektra] inte bör vara en gammal käring utan en vacker, stolt kvinna runt 50 år vars förfall endast är andligt och inte på något sätt fysiskt, måste marskalkinnan vara en ung och vacker kvinna på sin höjd 32 år som i sina värsta stunder ser på sig själv som "en gammal kvinna" i förhållande till den 17-årige Octavian. /.../ Octavian är varken marskalkinnans förste eller siste älskare och den senare bör inte sjunga slutet på sista akten sentimentalt som ett farväl till livet, utan med wiensk grace och lätthet, ömsom gråtande ömsom leende. /.../ Den roll som har missförståtts mest är Ochs. De flesta basar har framställt honom som ett motbjudande, vulgärt monster med ett frånstötande yttre och proletära manér, vilket också har chockerat den civiliserade publiken (fransmännen och italienarna). Detta är helt fel: Ochs måste vara en lantlig ädling på 35, tillhörande lågadeln, om dock en aning bondsk, och som är kapabel att bete sig korrekt i marskalkinnans salonger utan att riskera att kastas ut av hennes tjänstefolk efter några minuter. Han är i grunden en bracka, men utvändigt fortfarande så presentabel att Faninal inte stöter bort honom vid första åsynen. Särskilt Ochs första scen i sovrummet måste spelas med den yttersta delikatess och diskretion... /.../ Med andra ord, wienerkomedi, inte berlinerfars.

## Repetition och premiär
Operan skulle framföras i Dresden. Det blev snart uppenbart för alla inblandade att uppsättningen var i fara på grund av regissören Georg Tollers oförmåga att skänka liv åt verket. Allt såg stelt och amatörmässigt ut. Strauss och von Hofmannsthal hade förutsett detta och i hemlighet förberett Max Reinhardt att vara beredd att hjälpa till. Nyheten läckte ut till pressen och de båda upphovsmännen hävdade att Reinhardt, med sitt sinne för komedi, måste involveras. Operachefen Seebach däremot var orubblig i sitt försvar av Toller. Strauss skrev till dirigenten von Schuch (15 november 1910):
Jag hade aldrig kunnat förutse att en så intelligent man som Toller inte skulle ha uppskattat att bli hjälpt av Reinhardt. Till och med idag skulle jag vara beredd att, som en skolpojke, bli upplärd av dig eller Mahler eller vem som helst utan att känna mig bortknuffad från min piedestal.

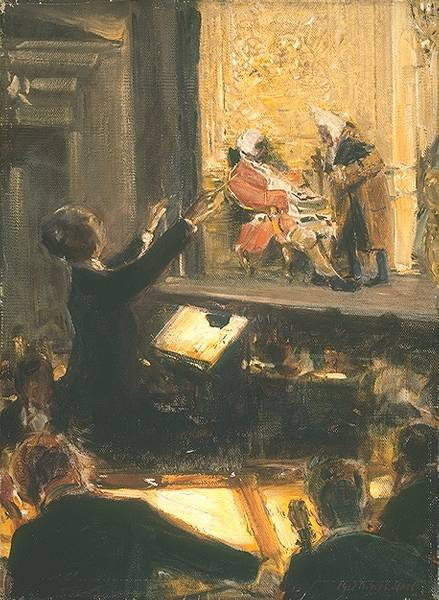
Ernst Edler von Schuch dirigerar Rosenkavaljeren. Målning av Robert Sterl (1912).

Slutligen blev det så att Reinhardt fick lova att endast verka i bakgrunden och utan lön. Han fick närvara i salongen under repetitionerna men fick inte sätta sin fot på scenen. Strauss fick vara på scenen och visade hur han hade tänkt sig scenerna. Reinhardt satt och betraktade, tog sedan enskilda sångare åt sidan och viskade vad han hade tänkt sig. Nästa dag var scenen exakt så som både Strauss och Reinhardt hade tänkt sig och alla var glada, inklusive operachefen. Reinhardts namn återfanns aldrig på operaaffischen, det gjorde däremot den djupt kränkte Tollers. För scenografin svarade Alfred Roller, rektorn för Kunstgewerbeschule i Wien, och inga kostnader sparades för evenemanget.

### Premiär
26 januari 1911 ägde premiären rum på Semperoper i Dresden under musikalisk ledning av dirigenten Ernst von Schuch och verket blev en stor succé där alla de 50 föreställningarna spelades för fulla hus. Margarethe Siems (som hade sjungit Chrysothemis i Elektra 1909) sjöng rollen som Fältmarskalkinnan, Minnie Nast var Sophie och Eva von der Osten var Octavian. Karl Perron sjöng rollen som Baron Ochs. Det var hans tredje stora roll i rad i operor av Strauss, 1905 sjöng han Jochanaan i Salome och 1909 rollen som Orestes i Elektra.
Från Berlin anlände det så många personer att tyska järnvägen fick sätta in extratåg för att transportera alla besökare de 15 milen till Dresden. Inom en månad efter Dresdenpremiären sattes Rosenkavaljeren upp i Nürnberg, München, Basel och Hamburg. Sedan följde Milano, där dock publiken buade ut valserna i andra akten, Prag, Wien, Köln och Berlin. Premiären i London dirigerades av Thomas Beecham 29 januari 1913 och premiären på Metropolitan Opera i New York av Alfred Hertz 9 december 1913. 1915 skulle Dresdenoperan ha gästspelat i Paris men evenemanget fick ställas in på grund av kriget och operan fick inte premiär där förrän 11 februari 1927 sjungen på franska.

### Den svenska premiären
Nästan på dagen tolv år efter premiären av Salome var det dags för premiären av Rosenkavaljeren 20 april 1920 på Stockholmsoperan. Sedan Salome 1908 hade det inte spelats en enda opera av Strauss då Elektra inte fick premiär förrän 1965. Nanny Larsén-Todsen sjöng Fältmarskalkinnan, Karin Alfheim sjöng Octavian och Anna Edström sjöng Sophie. Emile Stiebel var baron Ochs och Conny Molin Faninal. Dirigent var Armas Järnefelt, för regin stod Harry Stangenberg och scenograf var Thorolf Jansson. William Seymer skrev i Svenska Dagbladet att operan hade förlorat nyhetens behag efter en så pass lång tid efter urpremiären. Dirigenten och sångarna lovordades liksom de oftast spelade partierna från verket: förspelet, kärleksscenen och fältmarskalkinnans monolog i första akten, Octavians entré i andra akten (där regin berömdes) samt duetten och terzetten i tredje akten. Seymer skildrar den förvirrade publiken i mellanakterna som glatt överraskade konstaterade att detta var en annan Strauss än vad de hade hört 1908. När valstemat intonerades i slutet av andra akten "började parketten nynna med och vagga i takt på stolarna." 
Stockholms-Tidningens recensent var Kurt Atterberg som tyckte att Stockholmsoperan hade lyckats få fram verket på "häpnadsväckande" kort tid vad gäller "våra hittillsvarande förhållanden". Atterberg försvarade Strauss och menade att hans musikaliska personlighet "här i landet aldrig lockat några efterföljare eller ens vidare uppskattats".
Wilhelm Peterson-Berger i Dagens Nyheter var inte road av att Strauss hade försökt sig på ett anakronistiskt operaförsök. Detta frieri till Stockholmspubliken kan inte lyckas, menade han. Han erkände dock verkets lätta och luftiga musik, som nästan aldrig klingade för stort eller för kompakt. Men han kunde inte fördra de "sensibla celestaackorden" vilka klingade extra mycket under slutscenen. Han menade att de inte betydde mer för helhetsintrycket än den lilla slutaforismen, där pagen under operans sluttoner rusar in och hämtar Sophies tappade näsduk.
Aftonbladets recensent Sven Söderman efterlyste en enhetlig stil och mer verklig komik. Operan var "smaklös", "tålamodsprövande" och musiken stundtals av karaktären "helvetiskt larm". Men den erotiska skildringen var lyckad, tyckte han, och det är på den som operan kommer att dra folk. Ljusglimtarna bestod av den återkommande pagens entréer, Octavians entré och slutduetten. Järnefelts ledning prisades men huruvida Rosenkavaljeren hade chansen att överleva kunde han inte sia om. Emellertid var publikens applåder varma men utan någon riktig entusiasm.

## Kritiska röster
Kritikerna i Wien ogillade operan och kallade den "billig, lågklassig förmåga", men den framfördes 38 gånger på åtta månader. Milanopremiären dirigerades av Tullio Serafin. Publiken buade och visslade åt operans valser då den endast tolererade dem i baletter och slagsmål utbröt. 14 november fick äntligen Berlin premiär på operan och stadens operabesökare slapp att åka till Dresden för att höra den. Till och med kejsar Wilhelm II närvarade vid en föreställning (den enda av Strauss han någonsin bevittnade) men deklarerade att det inte var hans typ av musik. Strauss skrev till von Hofmannsthal och lovade "mycket vacker dekor" till Berlinuppsättningen men när von Hofmannsthal såg den klagade han över de taffliga och amatörmässiga målerierna och den monotona färgsättningen. Uppsättningen spelades utan förkortningar i musiken. Strauss blev rasande när han fick reda på att så snart han hade lämnat Dresden hade von Schuch börjat skära ner operans musik, något han var ökänd för. Strauss skrev ett argt brev och hotade stämma honom om han inte återställde operan till dess ursprungliga form förutom de nerkortningar som han hade godkänt.
Efter en av föreställningarna i München (5 februari 1911) skrev Thomas Mann till von Hofmannsthal och beklagade sig över vad Strauss hade gjort med hans fina och eleganta libretto:
Men för Guds skull, vad känner du innerst inne över det sätt som Strauss har överlastat och sträckt ut din luftiga struktur? Ett charmerande skämt nertyngt av fyra timmars buller! /.../ Var är Wien, var är 1700-talet i denna musik? Knappast i valserna. De är anakronistiska och sätter en stämpel av operett över hela verket. Om det bara hade varit en. Men det är den mest pretentiösa form av musikdrama – och Strauss har inte den ringaste förståelse för Wagners förmåga att inte dränka orden med en enorm orkester, inte ett ord kan uppfattas. /.../ Strauss har inte behandlat ditt verk som en konstnär borde. Dock var succén här kolossal som den har varit överallt. Efteråt applåderade publiken i mer än en kvart och Strauss kom fram och bugade sig kanske ett dussintals gånger. Då hördes rösten av en entusiastisk student bak i salongen som ropade "Hofmannsthal!" Var var du?
Den sista punkten kan förklaras med dirigenten Felix Mottls notoriska ovana att låta orkestern överrösta sångarna. Mann och Strauss ogillade varandra. I boken Doktor Faustus hade Mann beskrivit Strauss som "den sorts person du kan möta i en kägelbana och som råkar ha talang", medan Strauss betraktade Mann som "en tråkig borgare".
Strauss yngre tonsättarkollega Anton Webern (han var 27 år vid tillfället) bevistade en av föreställningarna i Wien och skrev efteråt till sin vän och mentor Arnold Schönberg (36 år) att Strauss opera roar mig mindre och mindre. Jag är beredd att fälla det hårdaste omdömet om den, men å andra sidan finns det hos Strauss en enorm virtuositet i allt som till exempel [Hans] Pfitzner och [Max] Reger inte innehar. Hur som helst är han mer betydande än de. Strauss hade i början på seklet prisat Schönbergs musik som visserligen "överbelastad" men med "stor talang och förmåga". Schönberg hade bett Strauss att dirigera några av hans verk men Strauss hade avböjt med motiveringen att den "vansinnigt konservativa" publiken inte skulle acceptera den. 1911 skrev Strauss till Mahlers änka att "Den enda person som kan hjälpa den stackars Schönberg nu är en psykiater. Jag tror han skulle göra större nytta att skotta snö än att klottra ner notpapper." Schönberg fick veta brevets innehåll och när han ombads att skriva något till Strauss 50-årsdag 1914 vägrade han: 
Han innehar inget som helst artistiskt intresse för mig längre, och vad jag än må ha lärt av honom kan jag med tacksamhet säga att jag har missförstått. Jag kan inte låta bli att nämna att sedan jag har förstått Mahler (och jag kan inte förstå hur någon inte kan göra annat) har jag i mitt inre förkastat Strauss.

## Personer
| Roller                                                                                | Stämma                      | Rollbesättning vid premiären 26 januari 1911 Dirigent: Ernst von Schuch | Rollbesättning vid svenska premiären 20 april 1920 Dirigent: Armas Järnefelt |
| ------------------------------------------------------------------------------------- | --------------------------- | ----------------------------------------------------------------------- | ---------------------------------------------------------------------------- |
| Fältmarskalkinnan, furstinnan Werdenberg                                              | Sopran                      | Margarethe Siems                                                        | Nanny Larsén-Todsen                                                          |
| Greve Octavian Rofrano, hennes älskare, kallad "Quinquin"                             | Mezzosopran                 | Eva von der Osten                                                       | Karin Alfheim                                                                |
| Baron Ochs av Lerchenau, fältmarskalkinnans kusin                                     | Bas                         | Karl Perron                                                             | Emile Stiebel                                                                |
| Herr von Faninal, nyadlad förmögen wienare                                            | Baryton                     | Karl Scheidermantel                                                     | Conny Molin                                                                  |
| Sophie, hans dotter                                                                   | Sopran                      | Minnie Nast                                                             | Anna Edström                                                                 |
| Jungfru Marianne Leitmetzer, Sophies förkläde                                         | Mezzosopran                 | Riza Eibenschütz                                                        | Anna Bartels                                                                 |
| Valzacchi, intrigant                                                                  | Buffatenor                  | Hans Rüdiger                                                            | Henning Malm                                                                 |
| Annina, hans medhjälpare                                                              | Alt                         | Erna Freund                                                             | Liva Järnefelt                                                               |
| En italiensk sångare                                                                  | Tenor                       | Fritz Soot                                                              | Knut Öhrström                                                                |
| En notarie                                                                            | Bas                         | Ludwig Ernold                                                           | Gustaf Sjöberg                                                               |
| Tre föräldralösa ädlingar                                                             | Mezzosopran, sopran och alt | Marie Keldorfer, Gertrude Sachse, Paula Seiring                         | Belle Wretholm-Ohlsén, Berta Brändström, Ebba Högfeldt                       |
| En modist                                                                             | Sopran                      | Elisa Stünzner                                                          | Sigrid Brandel                                                               |
| En djurhandlare                                                                       | Tenor                       | Josef Pauli                                                             | Olle Strandberg                                                              |
| Faninals betjänt                                                                      | Tenor                       | Fritz Soot                                                              | Folke Andersson                                                              |
| Fältmarskalkinnans betjänt                                                            | Tenor                       | Anton Erl                                                               | Martin Oscàr                                                                 |
| En poliskommissarie                                                                   | Bas                         | Julius Puttlitz                                                         | Josef Herou                                                                  |
| En värdshusvärd                                                                       | Tenor                       | Josef Pauli                                                             | Fredrik Ericson                                                              |
| Fyra lakejer hos marskalkinnan                                                        | Tenorer, basar              | Josef Pauli, Wilhelm Quidde, Rudolf Schmalnauer, Robert Büssel          | Arthur Hallberg, Karl Segerdahl, Olle Tjernberg, Albin Nordström             |
| Fyra kypare                                                                           | Tenorer, basar              | Wilhelm Quidde, Rudolf Schmalnauer, Robert Büssel, Franz Nebuschka      | Elof Löfqvist, Knut Törne, Otto Karlsson, Eric Englund                       |
| Mohammed, fältmarskalkinnans page                                                     | Stum roll                   |                                                                         | Cissi Olson                                                                  |
| En flöjtist                                                                           | Stum roll                   |                                                                         | Elof Löfqvist                                                                |
| En frisör                                                                             | Stum roll                   |                                                                         | Harald Malm                                                                  |
| Dennes assistent                                                                      | Stum roll                   |                                                                         | Carl Tropp                                                                   |
| En adlig änka                                                                         | Stum roll                   |                                                                         | Beda Thunberg                                                                |
| En lärd                                                                               | Stum roll                   |                                                                         | Sven Widerfeldt                                                              |
| Tjänare, barn, vakter, kökspersonal, gäster, musikanter och diverse utklädda personer | Kör                         |                                                                         |                                                                              |

## Handling
Speltid ca 3 tim och 30 minuter.

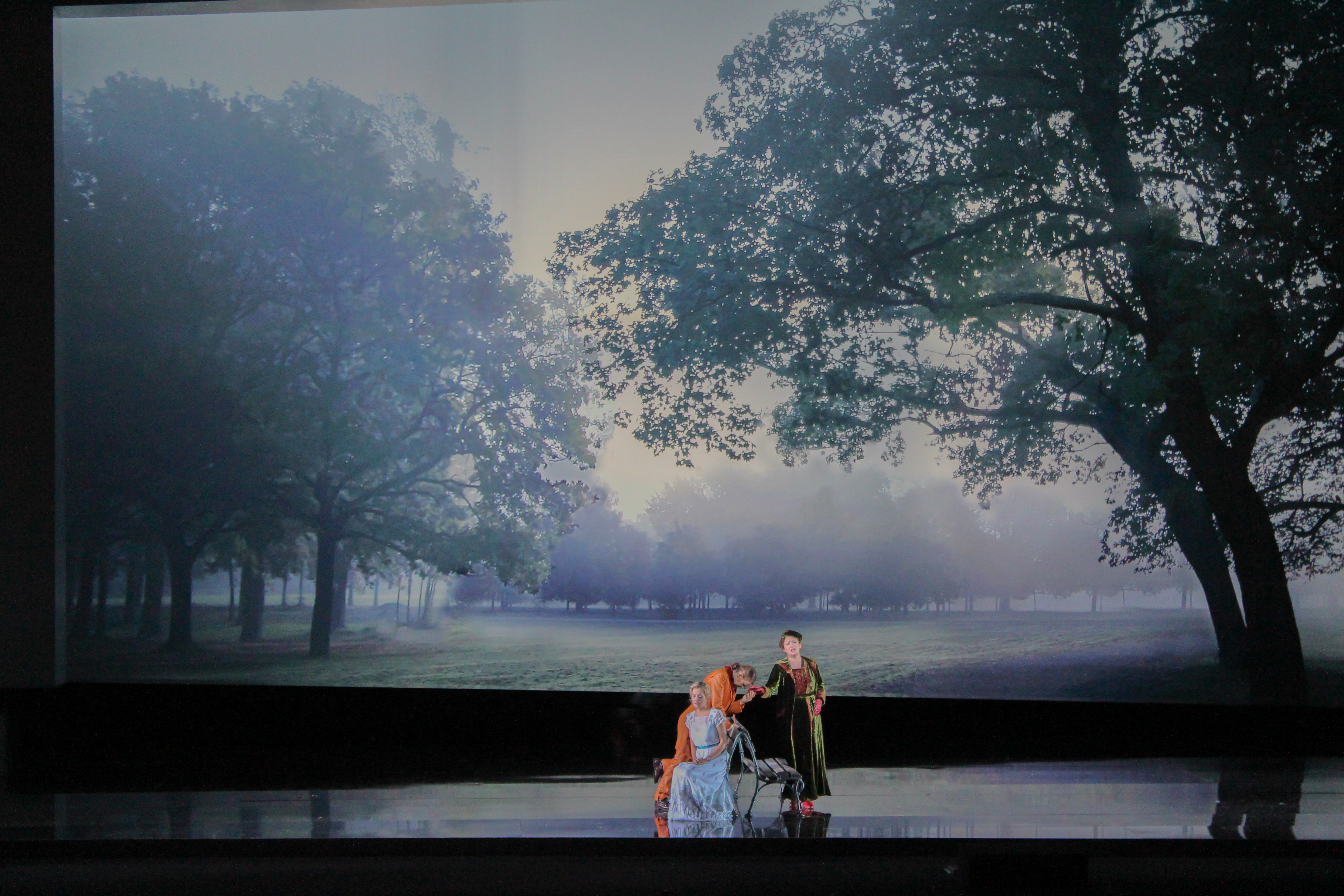
Rosenkavaljeren i en uppsättning från Salzburger Festspiele 2014

Handlingen är förlagd till Wien 1750 under Maria Theresias första regeringsår.

### Akt 1

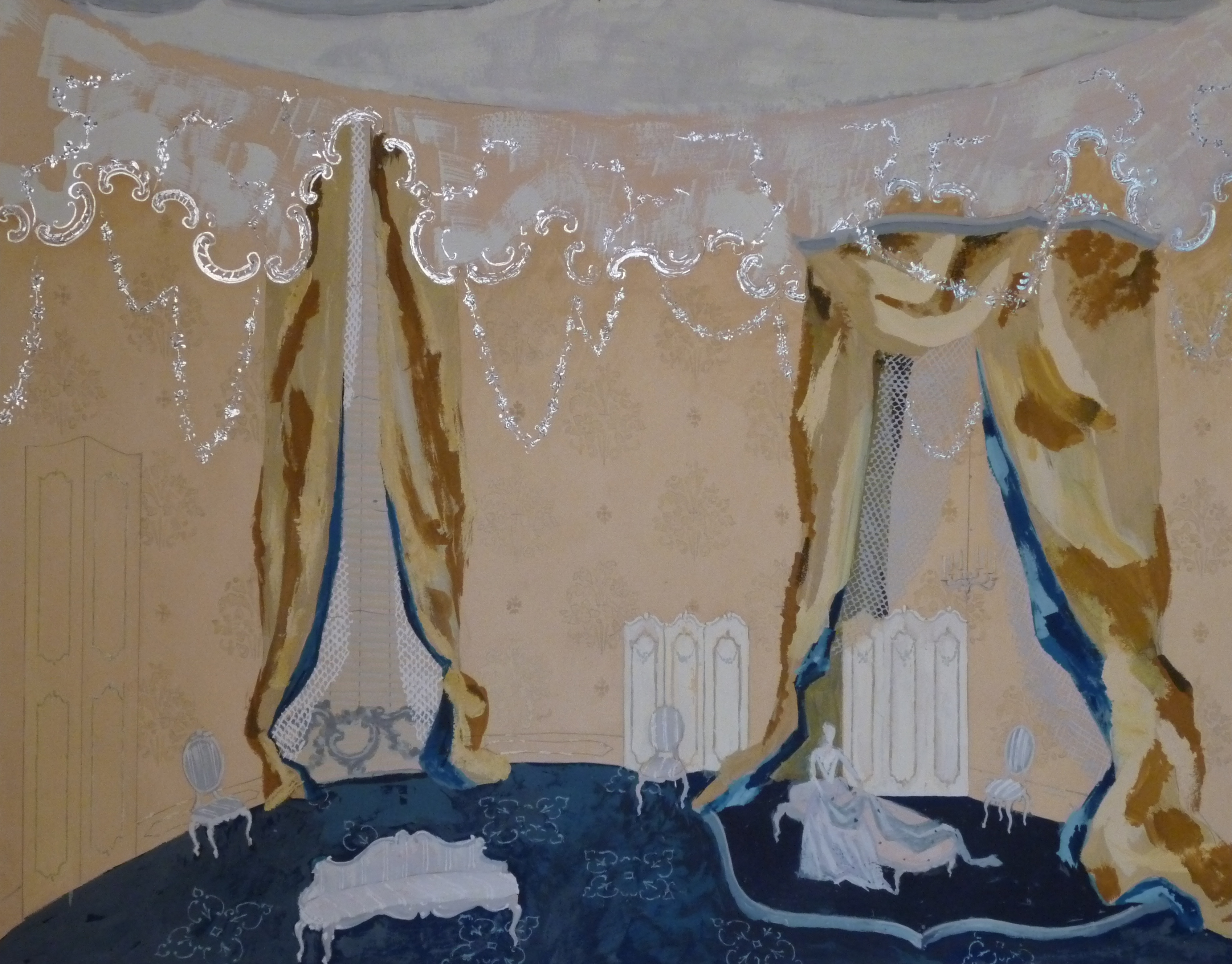
Scenbild till akt 1 från en föreställning i München 1962

Fältmarskalkinnan, furstinnan Werdenberg, har besök av sin 17-årige älskare Octavian, greve Rofranos son. Efter en stormande kärleksnatt intar de morgonchokladen då idyllen störs av röster i gemaket utanför. Fältmarskalkinnan tror för ett ögonblick att det är hennes man som har kommit hem oväntat från manövern, men det visar sig snart att det är hennes kusin baron Ochs som vill göra visit. Medan fältmarskalkinnans tjänare försöker hindra Ochs från att tränga sig in i sovrummet gömmer sig Octavian bakom sängomhänget, där han i all hast drar på sig kvinnokläder. Innan han hinner ut lyckas emellertid Ochs komma in i sovrummet och blir genast intresserad av den söta "kammarjungfrun" som han flirtar med samtidigt som han konverserar sin kusin. Hans ärende är att be henne hitta en ung man av lämplig börd att överräcka silverrosen till hans fästmö, den unga Sophie som är dotter till den nyadlade Faninal. Medan han breder ut sig om alla sina erövringar och berättar om den oäkta son han har med sig som kammartjänare får fältmarskalkinnan en ljus idé. För att förekomma eventuella frågor angående likheten mellan kammarjungfrun och Octavian föreslår hon denne som rosenkavaljer och visar Ochs den bild av honom som hon har i sin medaljong. Ochs frapperas givetvis av likheten och kommer med skämtsamma kommentarer om greve Rofranos förmodade snedsprång.
Octavian har smitit ut genom en sidodörr varpå en rad besökare strömmar in för att delta i fältmarskalkinnans morgonmottagning. Där är tre faderlösa adelsflickor som ber om understöd, en djurhandlare, en modist, fältmarskalkinnans frisör, två italienska intriganter, en sångare som skall sjunga fältmarskalkinnans lov samt en notarie som skall hjälpa Ochs att skriva äktenskapskontraktet. Medan tenoren sjunger sin aria ("Di rigori armato") försöker notarien förgäves övertyga Ochs om att det inte är han utan bruden som skall ha morgongåvan. Ochs ger sig inte utan slår till sist näven i bordet så hårt att sångaren indignerad lämnar rummet mitt i en fras, och fältmarskalkinnan utnyttjar tillfället till att köra ut alla.
Då hon har blivit ensam filosoferar hon vemodigt över tidens gång ("Da geht er hin"), och när Octavian kommer tillbaka, nu i sina egna kläder, försöker han skingra hennes melankoli men lyckas inte. Hon säger att han förr eller senare kommer att hitta en yngre och vackrare kvinna, men han vill inte höra på ("Die Zeit, die ist ein sonderbar Ding"). I ett ögonblicks upphetsning ber fältmarskalkinnan honom att gå men ångrar genast att hon inte ens kysste honom innan han gick. Hon skickar sina lakejer efter honom men det är för sent, och hon får nöja sig med att sända efter sin lilla svarta page med silverrosen som Octavian skall lämna till Sophie von Faninal. Djupt försjunken i sina tankar går ridån ner.

### Akt 2

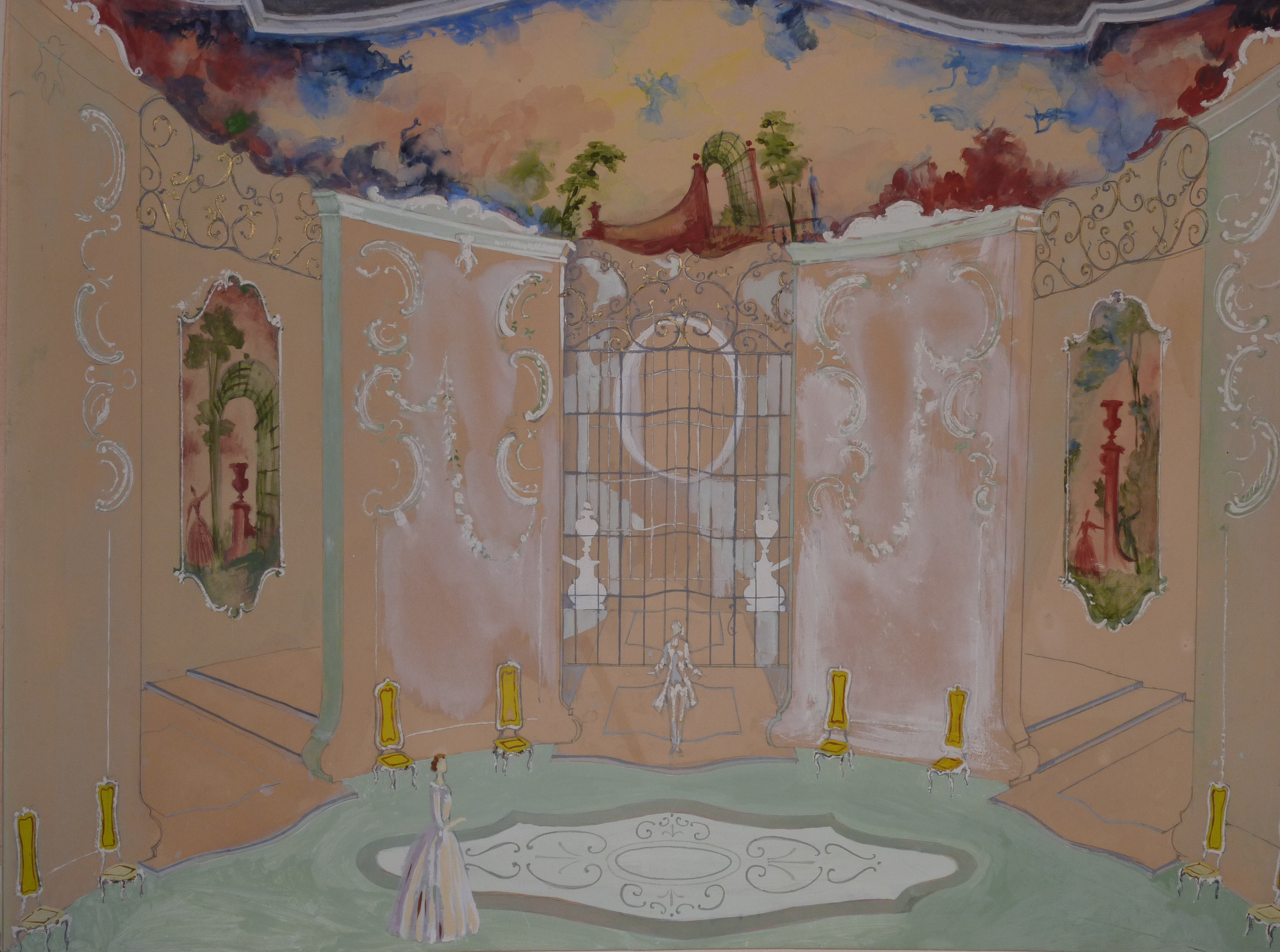
Scenbild till akt 2 från en föreställning i München 1962

I Faninals palats ordnas det frenetiskt inför besöket av rosenkavaljeren och den adlige friaren. Lilla Sophie, som just har lämnat klosterskolan, har svårt att vara riktigt så ödmjuk som nunnorna har lärt henne ("In dieser feierlichen Stunde der Prüfung"). Till upphetsade rop från tjänarna kör Octavians hästförsedda vagn fram till slottet och till en glansfull och magnifik musik gör han entré ("Överräckandet av Silverrosen") och överräcker ceremoniellt silverrosen till den blivande bruden ("Mir ist die Ehre widerfahren"). Sophie blir betagen av den vackre unge greven och även han känner sig dragen till den oskuldsfulla flickan. Däremot fyller den blivande brudgummen inte Sophies förväntningar då han kommer och inspekterar henne på sitt klumpiga sätt. Medan Ochs och Faninal förhandlar om detaljerna i äktenskapskontraktet söker Sophie hjälp hos Octavian, som lovar att göra vad han kan för att hindra äktenskapet. De båda italienska intriganterna Annina och Valzacchi har tjuvlyssnat till ungdomarnas samtal och vädrar en affär. Då Sophie i ett lättsinnigt ögonblick faller i Octavians armar håller de fast det unga paret och tillkallar den blivande brudgummen. Ochs tar det lugnt, men när Octavian försöker klargöra för honom att Sophie inte under några omständigheter vill gifta sig med honom och utmanar honom på duell måste han hårt provocerad dra sin värja. Han får strax ett ytligt sår på armen men gör ett stort nummer av skadan. Den skräckslagne svärfadern vet inte vilket ben han skall stå på för att gottgöra allt och medan Ochs läggs på en soffa och en läkare skickas efter förhandlar Octavian med de båda intriganterna, som skall hjälpa honom att slutgiltigt skjuta alla planer på äktenskap mellan Ochs och Sophie i sank. Alla lämnar salen och Ochs filosoferar över detta Wien där allt kan hända ("Da lieg' ich!"), och just då kommer Annina in med ett brev från kammarjungfrun Mariandl, som utber sig ett möte med den kavaljer hon samma morgon har blivit så tjusad av i fältmarskalkinnans sovgemak. Ochs blir hänförd och fröjdar sig åt aftonens rendezvous medan han sjunger sin älsklingssång.

### Akt 3

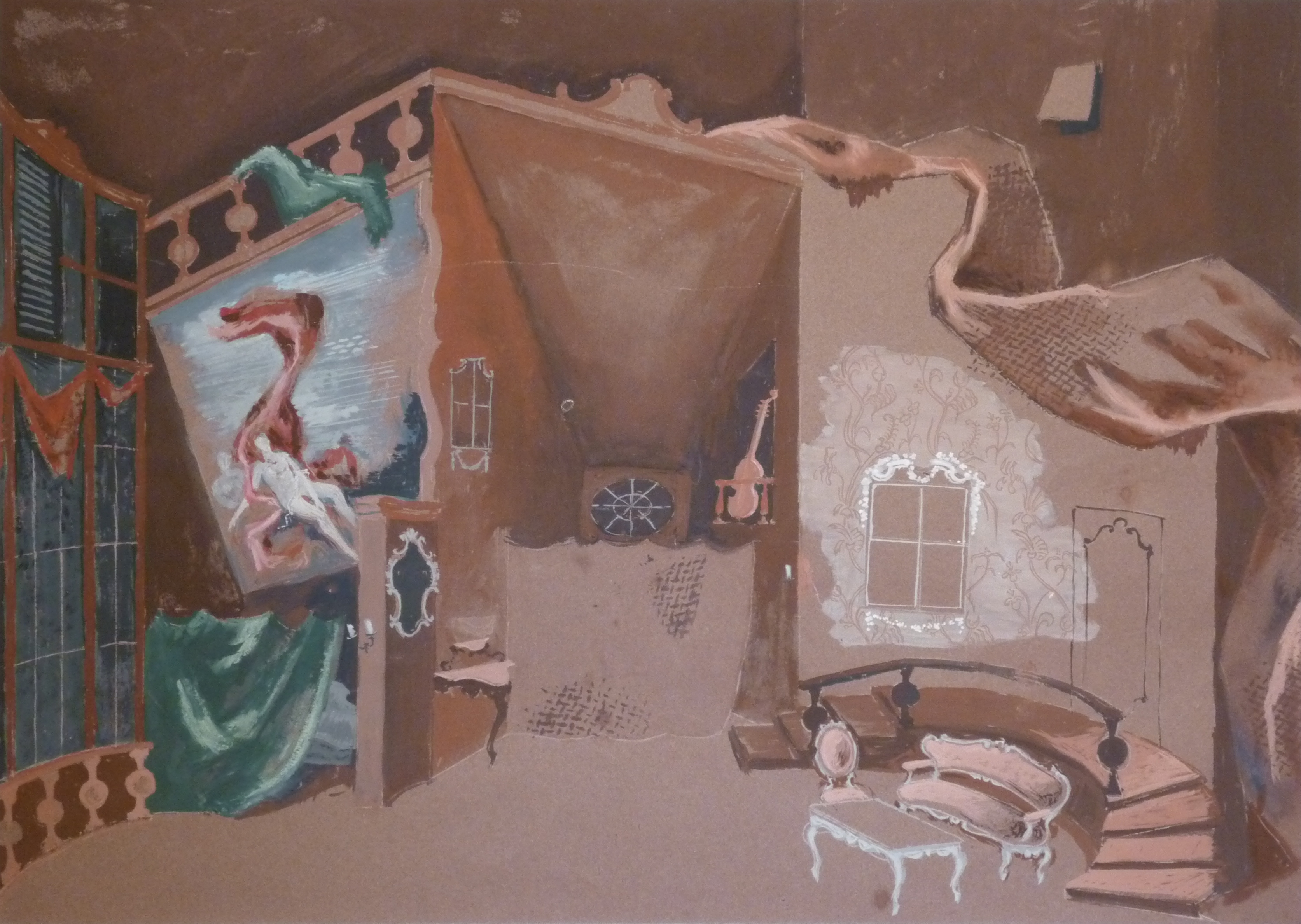
Scenbild till akt 3 från en föreställning i München 1962

I ett litet värdshus i en förstad förbereder Octavian "kärleksmötet" tillsammans med Annina, Valzacchi och värden. Octavian har än en gång ifört sig kammarjungfrukostymering och instruerar de personer som senare skall visa sig i dolda luckor och fönster och göra Ochs konfys. När allt är färdigt kommer Ochs in med Mariandl vid sin sida för att supera. Han anstränger sig av alla krafter för att göra intryck på kammarjungfrun, men samtidigt förbryllas han av den slående likheten med den fördömde rosenkavaljeren. Då Ochs på allvar börjar kurtisera Mariandl dyker de dolda figurerna fram i diverse luckor i golvet och på väggarna, och den svartklädda Annina, följd av en rad skrikande ungar, kommer inrusande och säger att hon är hans övergivna hustru. Det blir för mycket för Ochs som tillkallar polisen, men det gör bara ont värre ty då han presenterar Mariandl som sin fästmö dyker Faninal upp. Octavian har skickat bud efter honom för att han skall se hur hans blivande svärson uppför sig, och när Ochs inte ens vill kännas vid honom får Faninal en hjärtattack och måste föras in i rummet bredvid. Även Sophie har kommit, och när Ochs kammartjänare har sett att hans herre är i knipa har han skyndsamt sänt bud efter fältmarskalkinnan så att hon kan hjälpa Ochs. Fältmarskalkinnan genomskådar genast komedin, och då Octavian avlägger rapport för poliskommissarien inne i alkoven, där han samtidigt byter kläder, börjar relationerna mellan fältmarskalkinnan och Octavian också klarna för Ochs. Fältmarskalkinnan påpekar dock att han som ädling absolut inte skall göra sig några funderingar i saken och framhåller också att han måste avstå från äktenskapet med Sophie. Då värden kommer med den obetalda räkningen försvinner han därför så fort som möjligt, och Octavian står ensam kvar mellan de båda kvinnor han älskar.
Fältmarskalkinnan säger vemodigt till honom att det ögonblick då han föredrar en yngre och vackrare kvinna har kommit fortare än hon hade förutsett, men hon resignerar ("Hab' mir's gelobt") och går in till Faninal och säger att han får åka hem i hennes vagn. Hon tror att det kommer att bota honom från chocken. Efter att ha omfamnat varandra ("Ist ein Traum, kann nicht wirklich sein") lämnar de båda ungdomarna värdshuset, och strax därpå kommer den lilla pagen tillbaka och letar efter den näsduk som Sophie tappat på golvet under omfamningen. Viftande med den rusar han ut och ridån går ner.

## Orkesterbesättning
- Träblåsinstrument

3 tvärflöjter (flöjt 3 dubblerar piccoloflöjt), 2 oboer, Engelskt horn (dubblerar oboe 3), Heckelfon, 3 klarinetter, bassetthorn, basklarinett, 3 fagotter, kontrafagott
- Bleckblåsinstrument

4 horn, 3 trumpeter, 3 tromboner, tuba
- Slagverk

Pukor, bastrumma, tamtam, cymbaler, virveltrumma, klockspel, xylofon, tamburin, kastanjetter, triangel, harskramla
- Stråkar

2 harpor, 16 Violin I, 16 Violin II, 12 viola, 10 celli, 8 kontrabasar
- Klaverinstrument

Celesta
- Scenmusik: 2 flöjter, oboe, 3 klarinetter, 2 fagotter, 2 Engelska horn, trumpet, trummor, harmonium, piano, stråkar

## Berömda sång- och orkesternummer
- Akt 1. Di rigori armato il seno contro amormi ribellai (Sångaren); "Marskalkinnans monolog" En annan liten flicka jag minnes; Ack tiden är ett underbart ting (Marskalkinnan).
- Akt 2. "Presentationen av Silverrosen" (Sophie).
- Akt 3. Har lovat mig själv att älska honom så uppriktigt och rent (Trio); Är det dröm? Kan jag tro därpå? (Marskalkinnan och Sophie).

## "Jag är Richard Strauss..."
30 april 1945 (Hitlers dödsdag) anlände amerikanska trupper till Garmisch. Soldaterna hade order att beslagta lämpliga villor för stridsmaktens räkning och gav invånarna femton minuter att lämna sina hus. En jeep körde fram till Strauss villa. Richard Strauss klev ut och sade till soldaterna: Jag är Richard Strauss, kompositören av "Rosenkavaljeren" och "Elektra". Som tur var kände officeren Milton Weiss igen honom och beordrade sina mannar att lämna villan ifred, samt satte upp ett plakat på grinden som skulle förhindra nya beslagtaganden. De följande veckorna bjöd Strauss in många amerikaner, visade dem runt och gav autografer. Några av dem pekade på en byst av Beethoven och undrade "Vem är gubben där?". Strauss sa till sin svärdotter: "Om de frågar en gång till säg att det är Hitlers far."

## Rosenkavaljeren som begravningsmusik
Vid Strauss begravning 12 september 1949 framfördes på hans egen begäran sluttrion ur Rosenkavaljeren. Georg Solti dirigerade Bayerska Statsoperans orkester och Maud Cunitz (Octavian), Marianne Schech (Fältmarskalkinnan) och Gerda Sommerschuh (Sophie) sjöng. De hade alla sjungit tillsammans under Strauss dirigentskap bara tre månader tidigare. En efter en bröt sångerskorna ihop av rörelse och började gråta men lyckades slutföra trion unisont.

## Stieg Trenters deckareRosenkavaljeren
Deckarförfattaren Stieg Trenters sista bok Rosenkavaljeren slutfördes av hans fru Ulla Trenter 1967. Boken utspelas delvis i operamiljö och har en föreställning av nämnda opera som dramatisk final.

## Inspelningar (urval)
- Der Rosenkavalier. Royal Swedish Opera archives ; 2. Stockholm: Caprice records. 2003. Libris 9186918
- Der Rosenkavalier. Felicity Lott, Kurt Moll, Anne Sofie von Otter, Barbara Bonney, Heinz Zednik, Waldemar Kmentt, Gottfried Hornik. Wiener Staatsopers orkester. Carlos Kleiber, dirigent. DG DVD 073 0089. 2 DVD.[9]